# Фито, Эдме Николя
Эдме Николя Фито (фр. Edmé Nicolas Fiteau; 1772—1810) — французский военный деятель, бригадный генерал (1809 год), граф (1810 год), участник революционных и наполеоновских войн.

## Биография
Родился 9 августа 1772 года в Сен-Леже-ле-Пети, провинция Берри. Начал службу 19 августа 1789 года волонтёром в полку егерей Франш-Конте (с 1 января 1791 года – 4-й конно-егерский полк), в 1792 году сражался в рядах Альпийской армии, 15 июля 1793 года повышен в звании до бригадир-фурьера, после чего переведён в Рейнскую армию.
В рядах этой армии прошёл кампании 1793-1795 годов. Произведён в вахмистры 7 января 1794 года, затем 29 января 1794 года в лейтенант-квартирмейстеры, 24 февраля отличился в кавалерийском бою в лесу Кайзерслаутерна, где во главе 4 человек атаковал и обратил в бегство 15 конников противника. 30 мая 1794 года в звании лейтенанта переведён в 7-бис гусарский полк, и в составе Итальянской армии сражался в кампаниях 1796 и 1797 годов, 31 мая 1797 года при Валеджо, во главе отряда из 25 гусар атаковал и захватил в плен два эскадрона неаполитанцев, вместе с их командиром, князем Кутто.
19 февраля 1798 года стал капитаном, и 14 мая 1798 года был определён в состав Восточной армии Бонапарта. Участвовал в кампаниях в Египте и Сирии, особенно отличился в экспедиции под командованием генерала Жозефа Лагранжа, в которой он показал большую решительность, когда с двадцатью пятью гусарами смело пробрался в лагерь мамлюков, и обратил их в бегство, захватив при этом все их вещи.
12 октября 1798 года был произведён во временные командиры эскадрона, 22 января 1799 года отличился в сражении при Самананхуте. 23 сентября 1800 года стал командиром бригады, и получил в командование 3-й драгунский полк. Отличился 10 марта 1801 года, когда смог остановить отступающий отряд французов, развернуть его и умело атаковать врага, захватив некоторое число пленных. 12 числа смело преследовал и атаковал отступающего противника, и даже ворвался в его лагерь. 21 марта 1801 года опрокинул первую линию неприятеля в сражении при Александрии и был ранен двумя пулями в правую руку.
Вернувшись во Францию после капитуляции Александрии, служил со своим 3-м драгунским полком в гарнизоне Версаля, затем его полк стал частью второго резерва Армии Берегов Океана. В кампаниях 1805 и 1806 годов служил в составе 1-й бригады 2-й драгунской дивизии резервной кавалерии Великой Армии, отличился при переправе через реку Лех, при взятии Вельса, при переправе через реку Траунн и в Аустерлицком сражении. Везде он проявил отвагу и способности.
За столь умелое командование, стал комманданом Почётного легиона, а с 13 сентября 1806 года – вторым командиром полка драгун Императорской гвардии. Служил в этом элитном подразделении до 25 мая 1809 года, когда был произведён в бригадные генералы и назначен командиром 2-й бригады 2-й кирасирской дивизии генерала Сен-Сюльписа резервной кавалерии Армии Германии. Фито был тяжело ранен в сражении при Ваграме 6 июля 1809 года, где он покрыл себя славой. Награждён Императором денежной дотацией и графским титулом.
5 августа 1810 года стал командующим 7-го военного округа в Женеве, участвовал в оккупации швейцарской провинции Валлис. Всё это время страдал от полученных боевых ран, которые так и не зажили, в результате чего Фито пристрастился к алкоголю. И 14 декабря 1810 года в состоянии «белой горячки» покончил жизнь самоубийством в своей квартире в Женеве в возрасте 38 лет.

## Воинские звания
- Конный егерь (19 августа 1789 года);
- Бригадир-фурьер (15 июля 1793 года);
- Вахмистр (7 января 1794 года);
- Лейтенант (29 января 1794 года);
- Капитан (19 февраля 1798 года);
- Командир эскадрона (12 октября 1798 года);
- Командир бригады (23 сентября 1800 года, утверждён в чине 3 октября 1803 года);
- Полковник (24 сентября 1803 года);
- Бригадный генерал (25 мая 1809 года).

## Титулы
- Граф Сент-Этьенн и Империи (фр. comte de Saint-Étienne et de l'Empire; декрет от 15 августа 1809 года, патент подтверждён 14 апреля 1810 года)[1].

## Награды
Легионер ордена Почётного легиона (11 декабря 1803 года)
 Офицер ордена Почётного легиона (14 июня 1804 года)
 Коммандан ордена Почётного легиона (25 декабря 1805  года)
 Кавалер ордена Железной короны (23 декабря 1807 года)